# فرودگاه امبرار ونیداد گاویاو پیکسوتو
فرودگاه امبرار ونیداد گاویاو پیکسوتو (به انگلیسی: Embraer Unidade Gavião Peixoto Airport) (به زبان بومی: Aeroporto de Gavião Peixoto) یک فرودگاه خصوصی است که یک باند فرود آسفالت دارد و طول باند آن ۴۹۶۷ متر است. این فرودگاه در کشور برزیل قرار دارد و در ارتفاع ۶۰۹ متری از سطح دریا واقع شده است.